# Auridius safra
Auridius safra är en insektsart som beskrevs av Hamilton 1999. Auridius safra ingår i släktet Auridius och familjen dvärgstritar. Inga underarter finns listade i Catalogue of Life.